# Quiosco modernista de Alcoy
El Quiosco modernista de Alcoy fue una edificación situada en la plaza de España número 1 de la ciudad de Alcoy (Alicante), España. De estilo modernista valenciano, fue construido en el año 1917 y proyectado por el arquitecto Joaquín Aracil Aznar.

## Descripción
El quiosco se encontraba situado en la parte central de la plaza de la Constitución, actual plaza de España, en donde hoy se halla la Lonja de San Jorge, obra de Santiago Calatrava. La edificación, de carácter público, fue construida en el año 1917 en estilo modernista valenciano por el arquitecto alcoyano Joaquín Aracil Aznar, en la que sería su única obra de estilo modernista en su ciudad natal.
El quiosco tenía unas dimensiones considerables, tal vez algo mayores que otros quioscos modernistas de la época. De gran altura, poseía cinco arcos que estaban rematados con el típico trencadís de estilo modernista tanto en su parte interior como en el exterior, que hacía las veces de tejado del quiosco. Estaba coronado por una pilastra central con artesonado de tipo floral, típicamente modernista. Posteriormente sería cubierto a media altura por un toldo para resguardarse del sol, en el que estaba impresa la palabra refrescos.
La edificación fue derribada después de la guerra civil española por su mal estado de conservación y se sabe de su existencia por diversos testimonios y fotografías de la época.